# Louisiana-Monroe Warhawks

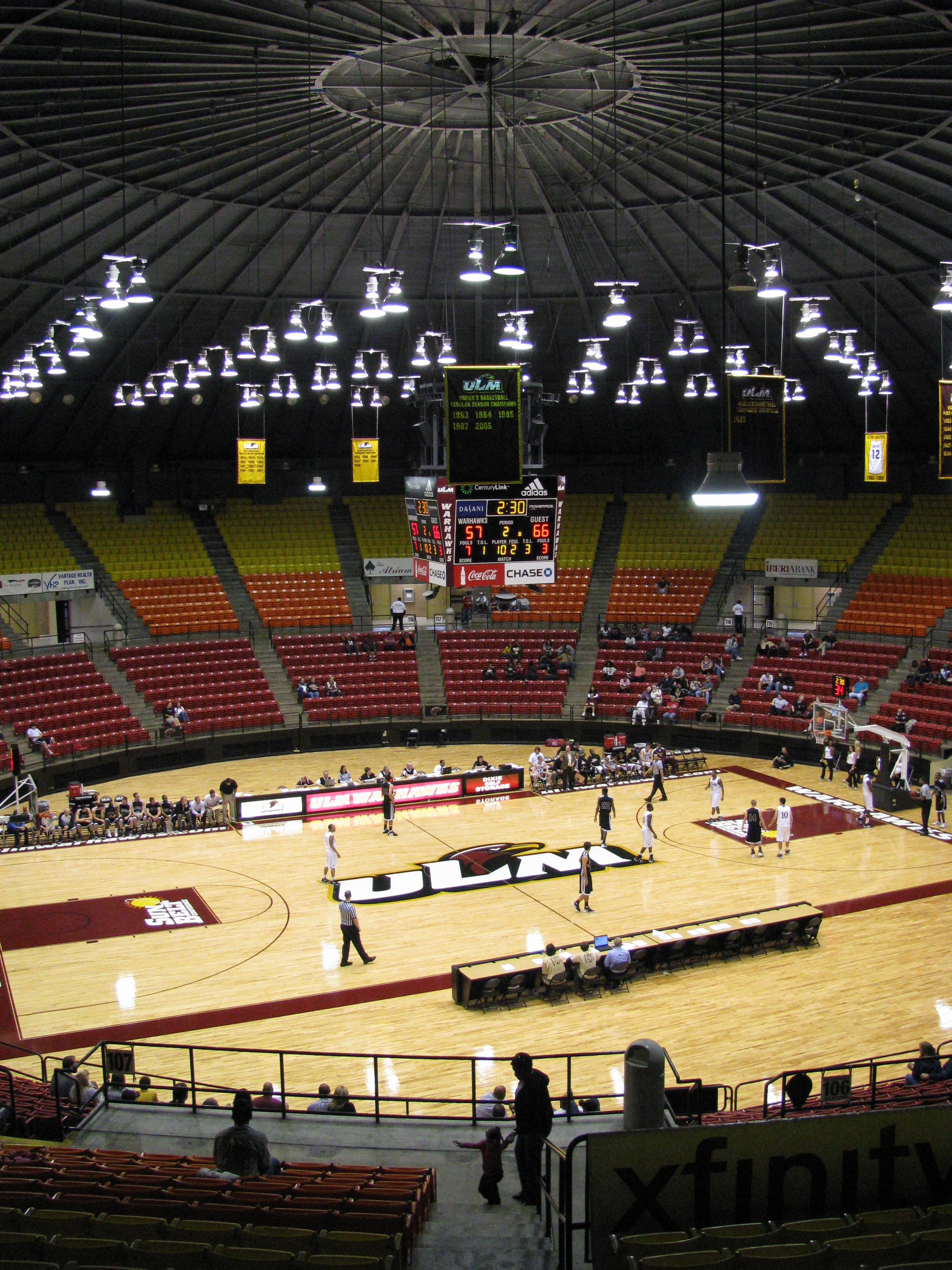
Fant–Ewing Coliseum.

Louisiana-Monroe Warhawks (español: Águilas de guerra de Louisiana-Monroe) es el equipo deportivo de la Universidad de Luisiana-Monroe, situada en la ciudad de Monroe, en Luisiana. Los equipos de los Warhawks participan en las competiciones universitarias organizadas por la NCAA, y forma parte de la Sun Belt Conference.

## Apodo
Durante 75 años, el apodo de la ULM ha sido el de Indians, pero en 2006, debido a las restricciones de la NCAA en lo que respecta a nombres relacionados con indios nativos americanos, tuvo que cambiar el mismo. Tras una encuesta por internet, hubo tres nombres finalistas, "Bayou Gators", "Bayou Hawks" y "Warhawks", siendo este último el ganador. El nombre es en honor del General Claire Chennault, que combatió en la Segunda Guerra Mundial a bordo del caza Curtiss P-40 Warhawk.

## Programa deportivo
Los Warhawks participan en las siguientes modalidades deportivas:
| - Masculino - Béisbol - Baloncesto - Fútbol americano - Golf - Atletismo | - Femenino - Baloncesto - Golf - Tenis - Atletismo - Voleibol - Fútbol - Softball |